# Irupi
Irupi é um município brasileiro do estado do Espírito Santo.

## História
O município de Irupi está localizado no Sul Estado do Espírito Santo, região do Caparaó. Limita-se ao norte com o município de Ibatiba, ao sul, leste e oeste com o município de Iúna. Além da sede, com altitude de 730 metros, é compreendido pelo distrito de Santa Cruz.
Desenvolveu-se com o cultivo do café, que era transportado por carros de boi e tropas de burro. O território que hoje constituí o município de Irupi pertencia, inicialmente ao município de Vitória. Com a criação do distrito de Viana, foi anexado a ele e nele permaneceu, após a sua elevação à categoria de município como território do distrito de São Pedro de Alcântara do Rio Pardo, criado pela lei nº 10, em 14 de junho de 1859. Todo o território do distrito de Rio Pardo foi anexado ao município de Cachoeiro de Itapemirim, em 1867. 
O município de Rio Pardo foi criado em 1890, quando da promulgação da primeira Constituição Republicana do Estado do Espírito Santo, sendo dividido em três distrito. A sede, o distrito de São Manoel do Mutum e o distrito de Santa Cruz.
Com trânsito de pedestre, tropas e carros de boi, na segunda metade do século passado, a então Fazenda da Cachoeirinha, de propriedade de Hydário Tomaz, foi se transformando num pequeno arraial, com cemitério capela dedicada a São João Batista e pequenos comercircios, até que desapareceu seu primitivo nome e ficou conhecida como "Cachoeirinha do Rio Pardo", por ficar às margens de um dos afluentes desse rio.
Com o progresso da pequena Vila de Cachoeirinha do Rio Pardo e a estagnação da Vila de Santa Cruz, a sede do distrito foi transferida para esta.
O Distrito foi criado com a denominação de Cachoeira, pelo ato municipal de 28 de dezembro de 1903. Em divisão datada do ano de 1911, o distrito de Cachoeirinha do Rio Pardo já figurou no município do Rio Pardo resistindo às divisões territoriais datadas de 31 de dezembro de 1936 e 31 de dezembro de 1937.
Pelo Decreto Lei Estadual nº 15177, de 31 de dezembro de 1943, o distrito de Cachoeirinha do Rio Pardo, passou a denominar-se Irupi, topônimo de origem indígena que tem os seguintes significados; amigo belo e águas branquinhas pequenas,  e o município de Rio Pardo passou a denominar-se Iúna.
Em divisão territorial datada de 1 de julho de 1960, Irupi permaneceu distrito de Iúna, assim ficou até a divisão territorial de 18 de agosto de 1988.
A primeira tentativa de emancipação político-administrativa que se tem notícia ocorreu em 1963 conforme processo 18000424/1963 mas a mesma se viu frustrada  e a emancipação com respectivo desmembramento do município de Iúna somente aconteceu com a Lei Estadual nº 4520/91 de 15 de Janeiro de 1991 durante a gestão do Governador Max de Freitas Mauro. Permanecendo ainda por dois anos sob a gestão prefeito de Iúna, Wellington Firmino do Carmo, a instalação do município se deu em 1 de Janeiro de 1993, após sua primeira eleição direta, que elegeu para Prefeito a Mário Luiz Barbosa.
Formada por uma miscigenação de cultura, tem como, ascendente mais diretos, os Portugueses e indígenas do qual vem a atual denominação IRUPI.
O município de Irupi localiza-se a uma latitude sul de 20°, 20 e 42" e a uma longitude oeste de Greenwich de 41°, 38 e 28", possuindo uma área de 185 km², equivalente a 0,41% do território estadual.
Em divisão territorial datada de 1 de junho de 1995, o município era constituído somente de distrito sede. Pela lei nº 068/95 , de foi criado o distrito de Santa Cruz de Irupi. Anexado a 15 de julho de 1997, o município passou a ser constituído de 2 distritos: Irupi e Santa Cruz de Irupi. Assim permanecendo em divisão territorial datada de 2003.

## Turismo
Irupi faz parte do Entorno do Caparaó e seus principais atrativos são a Pedra da Tia Velha, a Pedra da Torre, a Gruta de São Quirino, a Cachoeira do Chiador e a Cachoeira de São José.
Pedra da Tia Velha: A pedra da Tia Velha fica a 12 km da sede, sendo 9 km seguindo pela rodovia e mais 3 km de trilha até o seu topo, a uma altitude em torno de 1600 metros. A caminhada até o topo proporciona momentos de admiração pela natureza e reflexões sobre a importância da preservação ambiental. No alto da pedra ainda há uma capela dedicada a Nossa Senhora Aparecida, onde anualmente diversos romeiros se reúnem no dia 12 de outubro para a tradicional caminhada até o alto da pedra.
Pedra da Torre: a cerca de 2 km do centro da cidade de Irupi, a Pedra da Torre é um belo atrativo rochoso, com cerca de 950 m de altitude, que embeleza a paisagem urbana da cidade.
Entorno do Caparaó: Irupi compõe um dos 10 municípios da região do entorno, sendo um dos pontos de melhor visibilidade do pico da Bandeira, com 2890 m.
Cachoeira do Chiador: a 18,5 km da Sede, composta por 2 poços com suas águas claras e esverdeadas, o primeiro poço é mais fundo, onde possui uma queda d'agua de 9 metros de altura, o segundo poço é um verdadeiro tobogã natural, adicionando adrenalina e energia às experiências dos mais corajosos. O ambiente é cercado pela Mata Atlântica e pedras escorregadias.
Mirante do Cruzeiro: Localizado no centro da cidade a pouco mais de 100 metros da Igreja Matriz. O mirante é um ponto importantíssimo e em datas religiosas, é palco de celebrações de missas. Além de tal importância, o ponto é uma parada obrigatória a visitantes. A Vista privilegiada contempla boa parte da cidade, as montanhas ao redor do município e até o majestoso Pico da Bandeira.
Gruta de São Quirino: Localizado no Córrego São Quirino (antigo córrego dos Machados), fica a 2 km do Centro de Irupi. A formação rochosa tem dois ambientes, um deles com mais de 8 metros de altura formando um grande salão natural, guarda-se um pouquinho da história da Guerrilha do Caparaó, datado entre 1966 e 1967. Na entrada da gruta é possível observar a o Pico da Bandeira e parte da Serra do Caparaó.

## Economia
A economia do município está baseada na agricultura. O cultivo do café arábica é o grande destaque. Em 2002, a produção foi de 280.250 sacas. Também desenvolve a agricultura de subsistência (arroz, feijão, milho, hortaliças e frutas) todas consorciadas a lavoura de café. A pecuária tem importância menor, dividida entre o corte e a produção do leite.
O setor industrial é muito pequeno. Destaca-se a UNIMAG Industrial Ltda, que produz utensílios de metal, a fabrica de móveis CASATI.
O setor terciário é composto por comércio varejista de roupas, utensílios, gêneros alimentícios, materiais de construção, farmácias, entre outros.

## Geografia
Sua população estimada em 2024 (IBGE) foi de 14.513 habitantes e a densidade demográfica é de 74,2 hab/km² (IBGE 2022). O município fica na Serra do Caparaó, onde os primeiros habitantes - os Botocudos e os Puris - se orgulhavam de convidar os visitantes para "ouvir o silêncio".

### Vegetação
É formada por fragmentos de Mata Atlântica, devastada em função do avanço da cultura cafeeira. Nela ainda encontram-se ipês, quaresmeiras, cipós-cravo, jequitibás, arrudas, samambaias, entre outros. Observa-se também a presença de pequenas florestas plantadas de eucaliptos, cujo plantio é incentivado pela Aracruz celulose.

### Relevo
É fortemente ondulado, apresentando algumas montanhas características das escarpas do Planalto brasileiro, onde, destaca-se parte da Serra do Caparaó cuja altitude chega a 2000 m. A de menor altitude fica na divisa com Iúna, nas confluências dos rios Pardo e Pardinho, onde alcança 640 m. Na sede do município a altitude chega a 730 m.

### Clima
O clima predominante é o de montanha, onde as chuvas são abundantes de outubro a dezembro. A temperatura média é de 19,44°C e a precipitação pluviométrica é de aproximadamente 1200mm/ano.

### Rodovias
- ES-379
- ES-185
- BR-262

## Religião
Irupi é uma cidade marcada por uma forte tradição e diversidade religiosa, com predominância do cristianismo. Dentre as igrejas mais influentes, destaca-se a Igreja Católica, representada pela Paróquia Nosso Senhor Jesus Cristo Luz dos Povos, que abrange 17 comunidades católicas distribuídas pelo município. A igreja matriz, dedicada a São João Batista, padroeiro da cidade, está localizada no centro de Irupi.
A festa de São João Batista ocorre tradicionalmente em junho, na semana do dia 24, data em que se celebra a Natividade do santo. O dia 24 de junho é feriado municipal desde 1911 e reúne milhares de fiéis do município e da região. As comemorações incluem celebrações religiosas, acendimento da tradicional fogueira, barracas com comidas típicas, leilão caipira, apresentações de quadrilhas, queima de fogos e outros elementos característicos da festa junina, que fortalecem a identidade cultural e religiosa local.
Organizada pela comunidade católica de Irupi, essa festividade se consolidou como o principal evento do calendário municipal. Nos últimos anos, tem ganhado maior visibilidade e apoio do governo local, com a presença de artistas de renome nacional, agregando ainda mais valor à celebração. Um dos momentos mais esperados é o acendimento da fogueira, realizado na noite do dia 23 de junho, véspera do dia de São João Batista, proporcionando um “quentinho” nas noites frias da região. À meia-noite, acontece a tradicional passagem sobre as brasas da fogueira, feita descalço, por três vezes, como prova de fé e devoção ao santo.
Outro símbolo importante da festa é o “tombo do canjicão”, que se tornou uma das marcas registradas do evento. Atualmente, Irupi defende o título de Maior São João Capixaba.
Além da tradição católica, o município também possui uma expressiva presença evangélica, que representa 43,65% da população. A presença evangélica teve início por volta de 1933, com a chegada da Igreja Presbiteriana do Brasil. Com o tempo, outras denominações se estabeleceram na cidade, como a Igreja Batista, Assembleia de Deus, Congregação Cristã no Brasil, Igreja Cristã Maranata, Igreja O Tabernáculo, Igreja Pentecostal Deus é Amor, Igreja Universal do Reino de Deus, Igreja Presbiteriana Renovada, Igreja Metodista, Igreja Mundial do Poder de Deus, entre outras de vertente pentecostal.
O Dia Municipal do Evangélico, comemorado em 16 de agosto, é marcado por cultos, apresentações religiosas, shows gospel e diversas outras atividades organizadas pelas igrejas locais. A data foi incluída no calendário oficial de eventos do município e vem se consolidando como uma importante celebração religiosa. Graças à parceria entre o poder público e as igrejas, o evento já contou com a presença de grandes nomes da música gospel nacional, como Fernanda Brum, Eyshila, André Valadão e Anderson Freire.
Irupi também abriga uma comunidade espírita significativa, com seis centros espíritas localizados na zona rural do município.
Segundo os dados do Censo do IBGE de 2022, divulgados em 2025, Irupi reflete a tendência nacional de crescimento do segmento evangélico. Os evangélicos representam 43,65% da população, seguidos pelos católicos, com 38,47%. Os espíritas somam 2,06%, pessoas de outras religiões representam 1,73%, enquanto 14,01% da população se declara sem religião e 0,09% não souberam ou não declararam sua religião.

## Bairros e distritos
O município de Irupi possui dois distritos: 
1. Irupi (sede)[8]

1. Santa Cruz de Irupi[8]

A sede do município é dividida entre os seguintes bairros:
- Centro
- Bom Pastor
- Carolino Barbosa
- Jequitibá
- João Butica
- João Tomaz
- Laurentino Antônio de Faria (Reta)
- Wilson Fernandes Pereira

Vilas
- Vila de São José de Irupi
- Vila de Santa Clara do Irupi
- Vila Vantuil Teodoro de Almeida (Boas Novas)
- Vila do Devair
- Vila do Nelson
- Vila Teobaldo Rodrigues Braga (Vila Bela Vista)
- Vila do Floriano
- Vila do Sinval Pimentel
- Vila do Nelci
- Vila do Dercilio

### Principais Ruas e Avenidas
Avenida Laurentina Miranda Leal, Avenida Lourdes Abel de Faria, Avenida Perílio Barbosa Rua João Costa, Rua Vereador Jeremias de Castro Souza, Rua Joaquim Cecílio Fernandes, Rua João Purcino de Almeida, Rua Prefeito Welphane Machado, Rua Jalmas Gomes de Freitas, Rua Alcides Ribeiro, Rua João Ferreira Leite, Rua Floriano Soares de Souza, Rua Domingos Martins.